# Спектрофотометричні стандарти
Спектрофотометричний стандарт — еталонне джерело випромінювання, модель абсолютно чорного тіла.
Спектрофотометричні стандарти поділяють на первинні і вторинні. За загальноприйнятою домовленістю як первинний спектрофотометричний стандарт прийнята зоря Вега. Для того щоб отримати абсолютний розподіл енергії в спектрі зорі необхідно:
- виконати спектрофотометричні вимірювання зорі відносно до якого-небудь зоряного стандарту;
- таким же чином прив'язати використаний стандарт до первинного;
- розподіл енергії в спектрі первинного стандарту (Веги) прив'язати до еталону фізичної величини — спектральної густини енергетичної освітленості.

Первинним еталонним джерелом випромінювання зазвичай є модель абсолютно чорного тіла, яка випромінює за законом Планка.
Модель абсолютно чорного тіла являє собою закриту порожнину, що нагріта до певної, дуже добре відомої температури. Під час калібрування астрономічної спектрофотометричної апаратури найважливіша точка затвердіння золота. Відповідно до шкали МПТШ-90 (Міжнародна практична температурна шкала), затвердіння золота відбувається при температурі 1337,33 К.
Далі здійснюють прив'язку випромінювання моделі абсолютно чорного тіла, з відомим розподілом енергії E(λ), і випромінювання зорі.
Оскільки поза лабораторних умов важко досягти належної стабільності температури і поставити модель поряд із телескопом під час спостережень проблематично, то використовують проміжні вторинні стандарти. Такими стандартами частіше за все є стрічкові спектрофотометричні лампи. За принципом побудови вони схожі на звичайні лампи розжарення з вольфрамовою ниткою. Але в них використовується не нитка, а стрічка товщиною 1-2 мм. Яскравість стрічки калібрується у вибраній точці в лабораторії за абсолютно чорним тілом. Зазвичай живлення лампи здійснюється від високостабільного джерела. Типова температура вольфрамової стрічки 2800 К
В спектрофотометричних каталогах наводяться таблиці прийнятого, каліброваного розподілу енергії в спектрі Веги. У цей час можна вважати, що розподіл енергії в спектрі Веги як первинного спектрофотометричного стандарту відомий з точністю 1 % в області 500—900 нм. Монохроматична освітленість від Веги на довжині хвилі 500 нм становить 0.349 ерг/м3
Проте є серйозні підозри на те, що Вега змінна зоря і не може з достатньою точністю задовольнити потреби астрономів.